# Kewa acida
Kewa acida, endemska biljna vrsta otoka Sveta Helena. Jedna je od osam vrsta unutar roda koji čini samostalnu porodicu Kewaceae
Kritično je ugrožena.